# ネプ&ローラの爆笑まとめ!
『ネプ&ローラの爆笑まとめ!』（ネプアンドローラのばくしょうまとめ!）は、2015年から2017年まで、TBSで不定期に放送されていたスペシャルお笑い番組。ネプチューンとローラの冠番組。

## 概要
ネプチューンとローラが司会を務める、
毎回十数組の芸人が出演し、様々なジャンルごとに“まとめ”て見せていく新しいスタイルのお笑いネタ番組。

## 放送リスト
| 弾 | タイトル                                                            | 放送日         | 放送時間（JST）    | 備考                          |
| -- | ------------------------------------------------------------------- | -------------- | ------------------ | ----------------------------- |
| 1  | ネプ&ローラの爆笑まとめ 2015★TBSが送る新しいお笑いネタ3時間SP       | 2015年11月28日 | 土曜19:00 - 21:48  | 18:55 - 19:00に予告番組を放送 |
| 2  | ネプ&ローラの爆笑まとめ 2016春★TBSが送る 超豪華!爆笑の祭典3時間SP   | 2016年4月2日   | 土曜19:00 - 21:48  | 18:55 - 19:00に予告番組を放送 |
| 3  | ネプ&ローラの爆笑まとめ 2016★TBS史上最強のネタ祭り★超豪華3時間SP    | 2016年6月25日  | 土曜19:00 - 21:48  | 18:55 - 19:00に予告番組を放送 |
| 4  | ネプ&ローラの爆笑まとめ 2016★TBS史上最強ネタ祭り★超豪華芸人が大集結 | 2016年8月27日  | 土曜19:00 - 20:54  | 18:55 - 19:00に予告番組を放送 |
| 5  | ネプ&ローラの爆笑まとめ 2016★超豪華ネタの祭典★番組史上最強30組集結  | 2016年10月29日 | 土曜19:00 - 21:48  | 18:55 - 19:00に予告番組を放送 |
| 6  | ネプ&ローラの爆笑まとめ 2016★TBS史上最強ネタ祭り★片岡鶴太郎が復活!  | 2016年12月10日 | 土曜19:00 - 20:54  | 18:55 - 19:00に予告番組を放送 |
| 7  | ネプ&ローラの爆笑まとめ 2017★TBS史上最強ネタ祭り★超豪華!3時間SP     | 2017年4月1日   | 土曜19:00 - 21:48  | 18:55 - 19:00に予告番組を放送 |
| SP | ネプ&ローラの爆笑まとめ!スペシャルステージ                          | 2017年12月20日 | 水曜23:56 - 翌0:55 |                               |
| 8  | ネプ&ローラの爆笑まとめ!2017                                        | 2017年12月21日 | 木曜20:00 - 22:54  | 初の木曜放送                  |

## 番組内容

### 第1弾
チャンピオンたちの鉄板ネタまとめ
- コロコロチキチキペッパーズ
- 東京03

濃厚強烈キャラまとめ
- 永野
- 三四郎

インターナショナル芸人まとめ
- 厚切りジェイソン
- デニス
- 植野行雄（デニス）×ぶらっくさむらい×厚切りジェイソン×アントニー（マテンロウ）

ライブで大人気芸人まとめ
- ニューヨーク
- マツモトクラブ
- ラバーガール
- ろっくまん

帰ってきた！大スター芸人まとめ
- ヒロシ
- パペットマペット
- 波田陽区
- ブルーリバー
- アナクロニスティック
- やさしい雨
- ルシファー吉岡

### 第8弾
オープニング ネタ
- サンドウィッチマン

絶品！ツッコミまとめ
- ナイツ
- 陣内智則
- 南海キャンディーズ
- バイきんぐ
- カミナリ
- ラバーガール
- 三四郎

今年の顔！大ブレイク芸人まとめ
- サンシャイン池崎
- アキラ100%
- にゃんこスター × ローラ

最強！なでしこ芸人まとめ
- 友近
- ゆりやんレトリィバァ
- オアシズ

実力者達の名作ネタまとめ
- オードリー
- ロッチ
- バカリズム

スペシャルショータイム
- 荻野目洋子 × 平野ノラ

人気者達のテレビ初出しネタまとめ
- 柳原可奈子
- 片岡鶴太郎
- オリエンタルラジオ (RADIO FISH feat.焚巻)

チャンピオンの鉄板ネタまとめ
- 東京03
- かまいたち
- とろサーモン
- ライス

レジェンド芸人復活
- ピンクの電話

## スタッフ
第7弾
- ナレーター：バッキー木場
- 構成：北本かつら、岩本哲也、松田敬三、鈴木功治、狩野孝彦
- TM：近藤明人
- TD：山田賢司
- CAM：小笠原朋樹
- VE：藤本剛
- 音声：渡邊学
- 照明：押木佑介
- 音効：本間孝男
- 編集：磯辺宏章
- MA：細川尚史
- 美術プロデューサー：太田卓志
- 美術デザイナー：齊藤傑
- 美術制作：桂誉和、杉山智之、若松真夢
- 装置：正代俊明
- 装置操作：権田博之
- 電飾：阿部達矢
- アクリル装飾：青木剛
- 装飾：田村健治
- 持道具：小松絵里子
- 衣装：金城史子、渥美智恵
- ヘアメイク：大岩乃里子
- 協力：市原ぞうの国、高橋レーシング
- 公開放送：松元裕二
- WEB：花田貴昭
- CG：The King Maker
- 編成：辻有一
- マネージメントP：渡辺英樹
- TK：福田美由紀
- 宣伝：安倍由美
- デスク：鈴木里奈
- アシスタントディレクター：大井田遼太、橘信吾、谷口圭、永留佑城、東川瞳、増井陽美、畑菜津美／神谷浩太郎、鎌田秀嗣、和田ちさよ、高良咲子、千葉のぞみ、青木芳樹、新井大聖、増田亮
- アシスタントプロデューサー：池澤由桂、水上智栄子、好田康智、岩崎ゆかり
- ディレクター：前島隆昭、酒井甚哉、水口健司、妹尾篤志、及川桂一、大内優介、大丸剛司、細谷知世、安井啓太、藤田亘、尾籠美佳／斉藤崇、宮田智久、若菜久利、有田直美、小西憲太郎、丸谷水希、篠原輝成、林広太郎、守屋愛子
- プロデューサー：小林弘典
- 総合演出：井手比佐士
- 制作：TBSテレビ制作局制作一部
- 製作著作：TBS